# Legend of the Ancient Sword
Legend of the Ancient Sword (originaltitel: 古剑奇谭之流月昭明, mandarin: Gu jian qi tan zhi liu yue zhao ming) är en kinesisk fantasy-äventyrs-actionfilm från 2018 baserat på datorspelet Gu Jian Qi Tan 2 och i regi av Renny Harlin.

## Rollista i urval
| Leehom Wang   | – Yue Wuyi  |
| Victoria Song | – Wen Renyu |
| Godfrey Gao   | – Xia Yize  |
| Karena Ng     | – Ah Ruan   |
| Archie Kao    | – Xie Yi    |
| Julian Cheung | – Chen Ye   |
| Liu Yan       | – Cang Ming |